# 윤진호 (1956년)
윤진호(1956년 8월 18일 ~ 현재)는 대한민국의 영화 스틸가 겸 각본가이다.

## 영화작품

### 스틸
- 정승필 실종사건 (The Weird Missing Case of Mr.J) (2009년)
- 대한민국 헌법 제1조 (First Amendment) (2003년)
- 화성으로 간 사나이 (Man Who Went to Mars) (2003년)
- 역전에 산다 (Reversal of Fortune) (2003년)
- 이것이 법이다 (This Out Is Justice) (2001년)
- 썸머타임 (Summertime) (2001년)
- 클럽 버터플라이 (Club Butterfly) (2001년)
- 광시곡 (The Rhapsody) (2001년)
- 동감 (Ditto) (2000년)
- 물고기자리 (Pisces) (2000년)
- 실제 상황 (Real Fiction) (2000년)
- 인정사정 볼 것 없다 (Nowhere To Hide) (1999년)
- 물위의 하룻밤 (A Night on the Water) (1998년)
- 엑스트라 (Extra) (1998년)
- 생과부 위자료 청구 소송 (Bedroom and Courtroom) (1998년)
- 키스할까요? (Shall We Kiss?) (1998년)
- 박대박 (Father Vs Son) (1997년)
- 3인조 (Threesome, Trio) (1997년)
- 스카이 닥터 (Sky Doctor) (1997년)
- 비트 (Beat) (1997년)
- 언픽스 (Unfix) (1996년)
- 고스트 맘마 (Ghost Mama) (1996년)
- 불새 (Fire Bird) (1996년)
- 너희가 재즈를 믿느냐? (Do You Beileve In Jazz) (1996년)
- 투캅스 2 (Two Cops 2) (1996년)
- 아름다운 청년 전태일 (A Single Spark) (1995년)
- 누가 나를 미치게 하는가 (Who Makes Me Crazy!) (1995년)
- 닥터 봉 (Mr. Bong) (1995년)
- 리허설 (Rehearsal) (1995년)
- 헤어 드레서 (Hair Drasser) (1995년)
- 엄마에게 애인이 생겼어요! (Mom Has a New Boyfriend) (1995년)
- 남자는 괴로워 (Affliction of Man) (1995년)
- 마누라 죽이기 (How To Top My Wife) (1994년)
- 나는 소망한다 내게 금지된 것을 (I Wish For What is Forbidden To Me) (1994년)
- 커피 카피 코피 (Coffee, Copy and a Bloody Nose) (1994년)
- 너에게 나를 보낸다 (To You From Me) (1994년)
- 49일의 남자 (The Man of 49 Days) (1994년)
- 절대 사랑 (Absolute Love) (1994년)
- 우리 시대의 사랑 (Sado Sade Impotence) (1994년)
- 새알각하 (His Excellency os Sae-al City) (1994년)
- 투캅스 (Two Cops) (1993년)
- 첫사랑 (First Love) (1993년)
- 101번째 프로포즈 (The 101st Proposition) (1993년)
- 오렌지 나라 (Orange Country) (1993년)
- 명자 아끼꼬 쏘냐 (Myong Ja) (1992년)
- 결혼 이야기 (The Marriage Life) (1992년)
- 빠담풍 (Easy Virtue) (1992년)
- 숲속의 방 (The Room in the Forest) (1992년)
- 스무살까지만 살고 싶어요 (I Want live just until 20 years old) (1992년)
- 핸드백 속의 이야기 (The Story Inside the Handbag) (1991년)
- 테레사의 연인 (Therasa's Lover) (1991년)
- 수잔 브링크의 아리랑 (Susan Brink's Arirang) (1991년)
- 열 일곱살의 쿠테타 (Teenage Coup d'Gras) (1991년)
- 하얀 비요일 (A Rainy Day) (1991년)
- 서울, 에비타 (Seoul, Evita) (1991년)
- 항구에 나타난 검객 산지니 (Sanjini, the swordsman who appeared in the harbor) (1991년)
- 누가 용의 발톱을 보았는가 (Who Saw The Dragon's Toemail?) (1991년)
- 사랑은 지금부터 시작이야 (This Is The Beginning of Love) (1991년)
- 나의 사랑, 나의 신부 (My Love, My Bride) (1990년)
- 단지 그대가 여자라는 이유만으로 (Only Because You Are A Woman) (1990년)
- 그래 가끔 하늘을 보자 (Let's Look At the Sky Sometimes) (1990년)
- 마유미 (Mayumi, Virgin Terrorist) (1990년)
- 영심이 (Young Shim) (1990년)
- 수탉 (Rooster) (1990년)
- 오늘 여자 (Today's Women) (1989년)
- 미스 코뿔소 미스터 코란도 (Miss Rhino and Mr. Korando) (1989년)
- 행복은 성적순이 아니잖아요 (Happiness Does Not Come In Grades) (1989년)
- 달콤한 신부들 (Sweet Brides) (1989년)
- 이장호의 외인구단 2 (Lee Jang ho's Basaball Team 2) (1988년)
- 대물 (Reality) (1988년)
- 성공시대 (The Age Of Success) (1988년)
- 깜동 (Gam Dong) (1988년)
- 접시꽃 당신 (You My Rose Mellow) (1988년)
- 나그네의 길에서도 쉬지 않는다 (A Wanderer Never Stops on the Road) (1988년)
- 성야 (Holy Night) (1988년)
- 박철수의 헬로 임꺽정 (Hello Im Kuk Jeong) (1987년)
- Y 스토리 (Y's Experience) (1987년)
- 안개 기둥 (A Pillar of Mist) (1987년)
- 제2의 사춘기 (The Second Puberty) (1987년)
- 달빛 사냥꾼 (Moonight Hunter) (1987년)
- 이장호의 외인구단 (Lee Jang ho's Basaball Team) (1986년)
- 삼색스캔들 (Colorful Scandal) (1986년)
- 어우동 (Eoh Wu Dong) (1985년)
- 고래 샤낭 2 (Whale Hunting 2) (1985년)
- 어미 (Mother) (1985년)
- 무릎과 무릎 사이 (Between The Knees) (1984년)
- 광동 살무사 (Kwangdong Viper) (1983년)

### 메이킹
- 말아톤 (Malaton) (2005년)
- 청풍명월 (Sword In The Moon) (2003년)
- 남자 태어나다 (Birth of The Man) (2002년)

### 출연
- 킬러들의 수다 (Guns & Talks) (2001년) - 크러디어즈 역
- 선물 (The Present) (2001년) - 개그천왕 AD 역
- 태양은 없다 (City of The Rising Sun) (1999년) - 보석상 역
- 엑스트라 (Extra) (1998년) (특별출연)
- 맥주가 애인보다 좋은 일곱가지 이유 (Seven Reasons Beer Is Bette Than Love) (1996년) - 정수 역